# Antocha (Orimargula) minuscula
Antocha (Orimargula) minuscula is een tweevleugelige uit de familie steltmuggen (Limoniidae). De soort komt voor in het Afrotropisch gebied.